# لی یون-کی
لی یون-کی (انگلیسی: Lee Yoon-ki؛ زادهٔ ۱۹۶۵) کارگردان فیلم و فیلم‌نامه‌نویس اهل کره جنوبی است.
از فیلم‌ها یا مجموعه‌های تلویزیونی که وی در آن‌ها نقش داشته‌است، می‌توان به یک روز اشاره نمود.